# Adolphe Lods
Pour les articles homonymes, voir Lods (homonymie).
Adolphe Lods, né en 1867 et mort en 1948, est un pasteur luthérien, orientaliste, professeur de langue et de littérature hébraïque à la Sorbonne et directeur d'études à l'École pratique des hautes études, IVe section.

## Biographie
François Paul Adolphe Lods naît à Courbevoie le 17 août 1867, fils d'Édouard Lods, pasteur de l'Église luthérienne de Paris, et de Marie Louise Julie Denonvilliers. Il fait ses études à la faculté de théologie protestante de Paris, où il soutient une thèse de baccalauréat en 1890. De 1891 à 1906 il est auxiliaire puis chargé de cours d'hébreu à la faculté de théologie. Il est licencié en théologie en 1892, docteur ès lettres en 1906. Entre 1906 et 1937 il est chargé de cours puis professeur de langue et littérature hébraïques à la Sorbonne. De 1924 à 1937 il est directeur d'études à l'École pratique des hautes études, IVe section.
Adolphe Lods est membre d'honneur de la Society for Old Testament Study (1927) et président de la Société biblique de Paris. Il intervient également en qualité de directeur scientifique pour l'édition de la Bible du centenaire publiée par la Société biblique protestante de Paris (1916-1948). Il est collaborateur régulier des Annales de bibliographie théologique, de la Revue d'histoire des religions, de la Revue d'histoire et de philosophie religieuses, de la Revue critique.
Il épouse Marie Anna Amélie Jackson, le couple a deux enfants, notamment Marc Lods, pasteur lui aussi et professeur d'histoire patristique et d'histoire de l'Église ancienne à la faculté de théologie protestante de Paris.
Il meurt à Paris le 10 mars 1948.

## Œuvres
- L’Ecclésiaste et la philosophie grecque, 1890
- Le Livre d’Hénoch, fragments grecs découverts à Akhmîm (Haute-Égypte), 1892
- L’Évangile et l’Apocalypse de Pierre, 1893
- La croyance à la vie future et le culte des morts dans l’Antiquité israélite, 1906 (thèse principale)
- Le culte des ancêtres dans l’Antiquité hébraïque et ses rapports avec l’organisation familiale et sociale des anciens Israélites, 1906 (thèse complémentaire)
- La Bible du Centenaire, 1916-1948 (coéditeur)
- "Un poème babylonien sur l’âge d’or, le déluge et la chute. ses rapports avec la Genèse" in Revue de théologie et de philosophie, 1916
- Israël des origines au milieu du VIIIe siècle, 1930
- Les prophètes d’Israël et les débuts du judaïsme, 1935
- La Bible, document d’histoire, 1936
- La Bible, document religieux, 1937
- La religion d’Israël, 1939
- Histoire de la littérature hébraïque et juive depuis les origines jusqu’à la ruine de l’État juif (135 ap. J.-C.), 1950 (avec un addendum d’A. Parrot sur les manuscrits du désert de Juda et compléments bibliographiques)

## Distinctions
Adolphe Lods est membre de l'Académie des inscriptions et belles lettres (1935, président en 1945). Il est lauréat du prix Bordin en 1931 et du prix Osiris en 1945. Il est également membre de l'Académie norvégienne des sciences et des lettres (1932) et docteur honoris causa des universités de Glasgow et d'Oslo. 